# Astypalaea
Astypalaea (łac. Diœcesis Astypalæensis) – stolica historycznej diecezji w Cesarstwie Rzymskim (wyspa Astipalea), współcześnie w Grecji. Od 1933 katolickie biskupstwo tytularne, wakujące od 1980.

## Biskupi tytularni
| Lp. | Biskup         | Od             | Do               |
| --- | -------------- | -------------- | ---------------- |
| 1   | James Buis MHM | 14 lutego 1952 | 24 kwietnia 1980 |